# Miriam Hartlapp
Miriam Hartlapp (* 1975 in Bonn) ist eine deutsche Politikwissenschaftlerin und Professorin am Otto-Suhr-Institut der Freien Universität Berlin. Im Bereich der Vergleichenden Politikwissenschaft lehrt sie mit einem Schwerpunkt auf deutsch-französische Beziehungen. Sie ist derzeit (Stand 7/2023) Vizepräsidentin des Instituts für Europäische Politik (IEP).

## Leben
Miriam Hartlapp studierte zwischen 1994 und 2000 Soziologie, Politik und Wirtschaft sowie Geschichte und Literatur an der Universität Osnabrück, der Universidad Complutense Madrid und der École Supérieure de Commerce de Poitiers. 1998 erlangte sie die Maitrise en Gestion Internationale in Poitiers und 2000 den Magister Europäische Studien in Osnabrück.
Von 2000 bis 2003 war Hartlapp im Max-Planck-Institut für Gesellschaftsforschung als wissenschaftliche Mitarbeiterin tätig. Im Jahr 2003 promovierte sie über die Implementation europäischer Sozialpolitik in den südeuropäischen und frankophonen Mitgliedsländern der Europäischen Union und die „Kontrolle der nationalen Rechtsprechung durch die Europäische Kommission“.
Nach einem Jahr bei der International Labour Organization (ILO) der Vereinten Nationen in Genf erhielt Hartlapp 2008 eine Postdoc-Stelle am Wissenschaftszentrum Berlin für Sozialforschung. 2013 erhielt sie einen Ruf auf die Professur für Organisations- und Governanceforschung an der Universität Bremen, 2014 wechselte sie auf eine Professur für Mehrebenengovernance an der Universität Leipzig. Seit 2018 hält Miriam Hartlapp eine Professur für Vergleichende Politikwissenschaft mit dem Schwerpunkt Deutschland und Frankreich an der Freien Universität Berlin inne.
Hartlapp war Visiting Fellow am Max-Planck-Institut für Sozialrecht und Sozialpolitik in München (2010) sowie am Europäischen Hochschulinstitut in Florenz (2013). Weiter war sie Gastprofessorin an der SciencesPo Grenoble (2017) und der Sorbonne Université in Paris (2018).

## Veröffentlichungen (Auswahl)

### Monographien und Herausgeberschaften
- 2019. mit Christian Adam, Michael Bauer und Emmanuelle Mathieu: Taking the EU to Court. Annulment Proceedings and Multilevel Judicial Conflict. Cham: Palgrave Macmillan.
- 2018: Sonderausgabe des Journal of European Integration, Vol. 40 (2).
- 2016. mit Claudia Wiesner: Gewaltenteilung im Mehrebenensystem der EU: neu, anders – oder weniger legitim? Sonderheft der Zeitschrift für Politikwissenschaft.
- 2014. mit Julia Metz und Christian Rauh: Which Policy for Europe? Power and Conflict inside the European Commission. Oxford: Oxford University Press.
- 2005. mit Gerda Falkner, Oliver Treib und Simone Leiber: Complying with Europe: EU Harmonisation and Soft Law in the Member States. Cambridge: Cambridge University Press.
- 2005: Die Kontrolle der nationalen Rechtsdurchsetzung durch die Europäische Kommission. Politik-Verbände-Recht: Umsetzung europäischer Sozialpolitik. Frankfurt am Main: Campus.

### Zeitschriftenartikel (seit 2021)
- 2023. Can deliberative-participatory fora cure representation gaps in France and Germany? (mit Agnes Blohme). In: Politische Vierteljahresschrift.
- 2023. Contesting Europe: Eurosceptic Dissent and Integration Polarization in the European Parliament (mit Tanja Börzel, Philipp Broniecki und Lukas Obholzer). In: Journal of Common Market Studies.
- 2022. Ever more soft law? A dataset to compare binding and non-binding EU law across policy areas and over time (2004-2019) (mit Bartolomeo Cappellina, Anne Ausfelder, Romain Mespoulet, Sabine Saurugger und Fabien Terpan). In: European Union Politics.
- 2021. The use of EU soft law by national courts and bureaucrats: how relation to hard law and policy maturity matter (mit Andreas Hoffmann). In: West European Politics.
- 2021. Aktuelle Entwicklungen in der EU-Sozialpolitik: Effizientere Entscheidungsfindung durch Mehrheitsentscheidungen und differenzierte Integration?. In: Integration.